# Robert Förstemann
Robert Förstemann (født 5. marts 1986) er en tysk cykelrytter som har specialiseret sig i banecykling. Han repræsenterede Tyskland under Sommer-OL 2012 i London, hvor han vandt bronze i holdsprint. 